# Francisco Elviro Meseguer
Francisco Elviro Meseguer (Brozas, 1911-Madrid, 20 de marzo de 1985) fue un político español que ocupó puestos de relevancia durante el franquismo.

## Biografía
Nacido en Brozas en 1911. Fue un destacado falangista de la provincia de Cáceres.
Fue alcalde de Cáceres desde 1948 a 1955. Como dato interesante al frente del consistorio cacereño hay que decir que fue el gran artífice de que se celebre, desde 1949, la popular Feria de San Miguel. Razón por la que durante muchos años se la llamó 'Feria de Elviro'.
En 1956 es nombrado gobernador civil de Toledo, cargo del que cesaría en 1963.
También fue procurador en Cortes y consejero nacional del Movimiento.

## Reconocimientos
En Buenaventura (Toledo) cuenta con una calle en su nombre, que honra así su memoria.